# Payton Turner
Payton Turner (Houston, Texas, 7 de enero de 1999) es un jugador profesional estadounidense de fútbol americano que se desempeña en la posición de defensive end en New Orleans Saints, equipo de la National Football League (NFL).

## Carrera
Fue seleccionado en la primera ronda en la Reunión Anual de Selección de Jugadores de la NFL de 2021. Hizo su debut profesional con el equipo New Orleans Saints, donde lleva jugando tres temporadas.